# Genze riyaku
Genze riyaku (現世利益, dt. „Gewinn oder Belohnung [für religiöse Handlungen] in dieser Welt/diesem Leben“) beschreibt die in Japan weit verbreitete Praxis, durch religiöse Handlungen oder Opfergaben weltliches Glück und Segen zu erlangen. Diese Form der Religiosität ist ein zentraler Bestandteil des japanischen Shintō sowie des Buddhismus und konzentriert sich auf das irdische Wohlergehen der Gläubigen in diesem Leben.

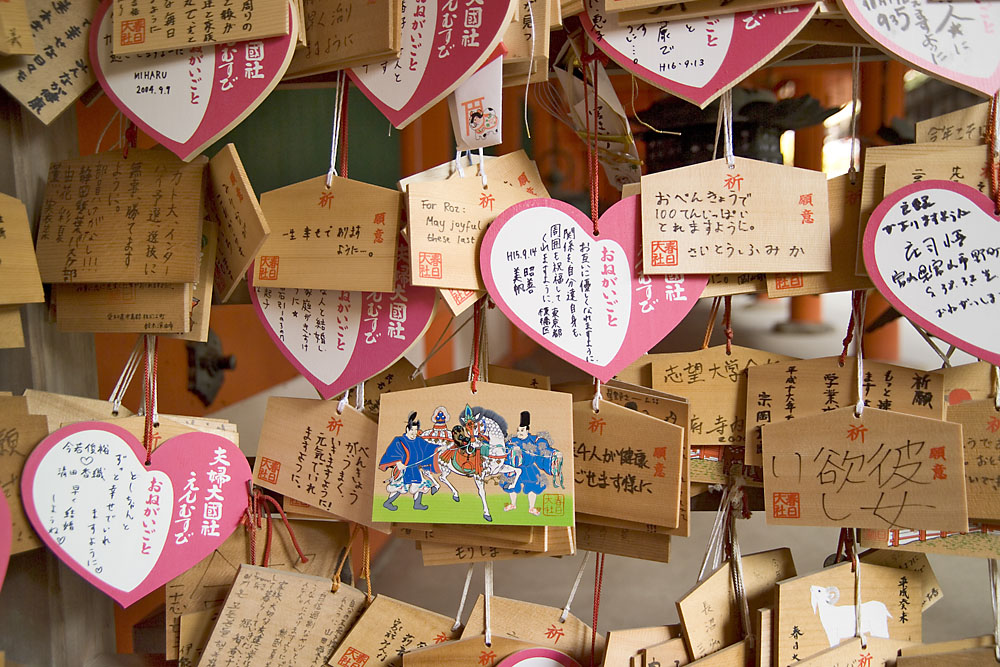
Ema

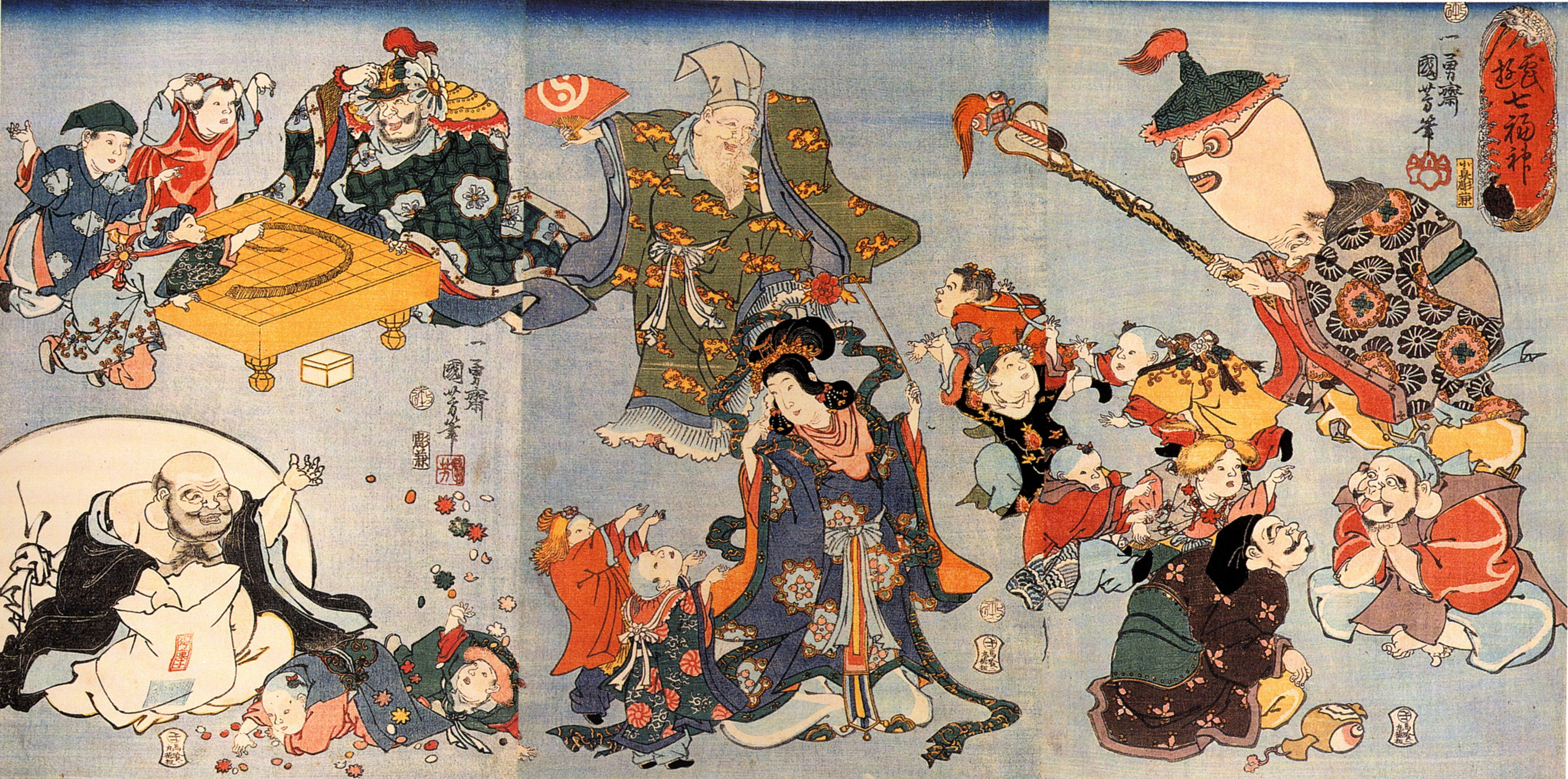
Die Sieben Glücksgötter, Farbholzschnitt von Utagawa Kuniyoshi, 1859

Typische Beispiele dafür sind die Opfergaben von Ema, bemalte Holztäfelchen, auf die Wünsche geschrieben werden, oder O-mamori, kleine, bestickte Stoffbeutel, die als Glücksbringer dienen.
Ein Beispiel für das Konzept des Genze riyaku in der Kunst sind die Sieben Glücksgötter (Shichi Fukujin). Die Glücksgötter entstanden im späten japanischen Mittelalter, parallel zur Entwicklung einer bürgerlichen Stadtkultur. Ihre heute bekannte bildliche Darstellung entwickelte sich während der Edo-Zeit (1600–1867).  Noch heute ist es in Japan Brauch, in der Neujahrsnacht ein Bild der Glücksgötter unter das Kopfkissen zu legen, um sich so einen glücksverheißenden Traum für das kommende Jahr zu sichern.